# هاميلتون بوبي
هاميلتون بوبي (1 يناير 1967 بكوتشي في الهند - 10 ديسمبر 2011 بكوتشي في الهند) هو لاعب كرة قدم هندي في مركز الوسط. شارك مع منتخب الهند تحت 17 سنة لكرة القدم ومنتخب الهند تحت 23 سنة لكرة القدم ومنتخب الهند لكرة القدم. أما مع النوادي، فقد لعب مع نادي كوتشي لكرة القدم ‏ وIndian Bank Recreational Club ‏ وTamil Nadu football team ‏.